# George Pollock (General)

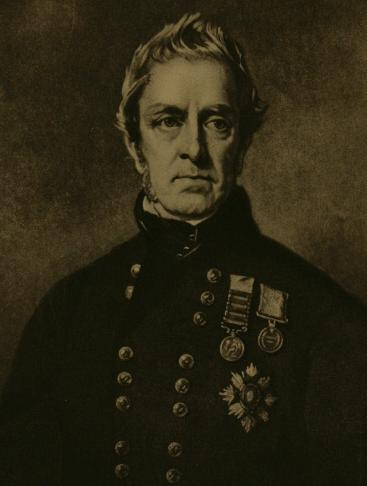
Sir George Pollock

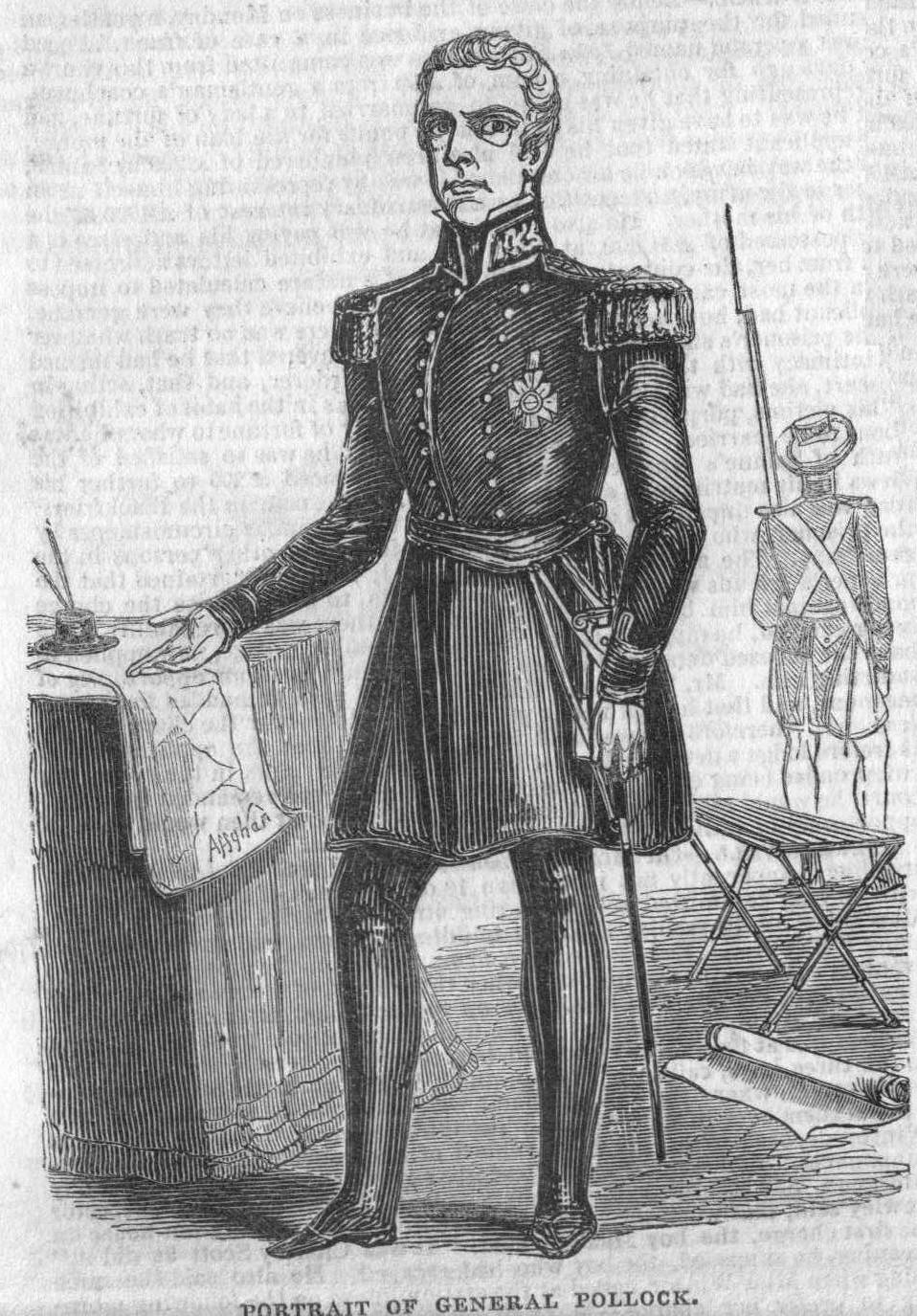
Darstellung George Pollocks in der Illustrated London News, 1846

Sir George Pollock, 1. Baronet, GCB, GCSI, (* 4. Juni 1786; † 6. Oktober 1872) war ein britischer Feldmarschall, der den zweiten britischen Angriff auf Kabul im Ersten Anglo-Afghanischen Krieg führte.

## Leben
George Pollock trat am 21. Januar 1801 in die Royal Military Academy in Woolwich ein. Nach deren Abschluss trat er der Artillerie der Bombay Army, der Armee der Präsidentschaft Bombay in Britisch-Indien bei. 1814 bis 1816 nahm er am Gurkha-Krieg in Nepal teil. 1838 wurde Pollock in Agra zum Generalmajor ernannt.
Als Reaktion auf die Niederlage von General Elphinstone beim Rückzug aus Kabul im Ersten Anglo-Afghanischen Krieg wurde Pollock zum Befehlshaber der Truppen in Peschawar ernannt. Dort reorganisierte er die demoralisierten Truppen und bereitete eine Strafexpedition vor. Die von ihm aufgestellte Armee erhielt den Namen Army of Retribution. Pollock rückte – als erster General in der Militärgeschichte – über den Chaiber-Pass nach Afghanistan vor und entsetzte am 13. April 1842 die Belagerung von Dschalalabad. General Robert Henry Sale hielt vom 12. November 1841 bis zum 7. April 1842 mit 2.000 Mann die Stadt Dschalalabad gegen 6.000 Afghanen. Nach dem Entsatz Dschalalabads marschierte Pollock auf Kabul, welches er am 15. September erreichte. Zur Bestrafung der Aufständischen befahl er die Zerstörung der Zitadelle und des Basars. Während dieser zwei Tage wurde Kabul von den Truppen geplündert.
1870 trat Pollock im Rang eines Feldmarschalls aus der British Army aus. 1871/72 war er Konstabler des Tower des Tower of London. Am 26. März 1872 wurde ihm der erbliche Adelstitel eines Baronet, of the Khyber Pass, verliehen. Pollock starb im selben Jahr und wurde in der Westminster Abbey begraben. Aus seiner 1810 geschlossenen Ehe mit Frances Webbe Barclay hatte er vier Söhne und eine Tochter. Seinen Adelstitel erbte sein Sohn Frederick Pollock (1815–1874), der 1873 seinen Familiennamen zu „Montagu-Pollock“ änderte.